# Chill Factor
Chill Factor is een Amerikaanse actie-komediefilm uit 1999 die geregisseerd is door Hugh Johnson en geproduceerd door James G. Robinson.

## Verhaal
Na een mislukte geheime militaire operatie met een dodelijk chemisch wapen moeten twee burgers, Tim Mason en Arlo de ijscoman het wapen in veiligheid zien te brengen. Niet zonder gevaar want als het wapen een temperatuur van 50 Fahrenheit (10 graden Celsius) bereikt wordt het wapen geactiveerd en zal elk levend wezen in een straal van honderden kilometers sterven. Tijdens hun missie worden ze ook achterna gezeten door een aantal terroristen.

## Rolverdeling
| Acteur            | Personage              |
| ----------------- | ---------------------- |
| Cuba Gooding jr.  | Arlo                   |
| Skeet Ulrich      | Tim Mason              |
| Peter Firth       | Kononel Andrew Brynner |
| David Paymer      | Dr. Richard Long       |
| Hudson Leick      | Vaughn                 |
| Daniel Hugh Kelly | Kononel Leo Vitelli    |
| Kevin J. O'Connor | Telstar                |
| Judson Mills      | Dennis                 |
| Jordan Mott       | Carl                   |

## Achtergrond

### Productie
De opnames vonden plaats in onder meer Liberty in South Carolina en Mexican Hat, Vernal, Flaming Gorge Dam in Utah. De totale productie kosten van de film was 70 miljoen dollar. De opbrengst in de Verenigde Staten was 11.263.966 dollar en buiten de Verenigde Staten onbekend.

### Release
De film had zijn Wereldpremière in Hollywood op 30 augustus 1999. De film kwam in Nederland op 11 januari 2001 in de biosscoop en in België kwam de film direct-naar-video.